# Thema (taalkunde)
Het thema van een zin is een vooral in de functionalistische taalkunde gebruikte term voor een zinsdeel waar het in de rest van de zin min of meer om draait. Als zodanig wordt dit zinsdeel onderscheiden van het rhema, de rest van de zin, namelijk datgene wat over het thema wordt 'uitgezegd'.
De term thema is door de School van Praag binnen de theorie van het functioneel zinsperspectief bedacht als onderdeel van de zogenaamde "thema-rhema-verdeling". In wezen is het thema hetzelfde als het topic. Deze laatste term wordt algemener gebruikt.
Het thema staat over het algemeen vooraan en is meestal ook het onderwerp. In de volgende zinnen is het thema steeds cursief weergegeven:
- Ik wil met hem praten.
- Het meisje aaide de hond.
- De hond werd door het meisje geaaid.

Afhankelijk van waar precies de nadruk op wordt gelegd in de zin kan het thema echter ook andere zinsdelen betreffen, zoals het lijdend en het meewerkend voorwerp.
- Met hem wil ik praten.
- Die man heeft hij opgelicht.

De grammaticus C.H. den Hertog sprak hier van een psychologisch onderwerp, namelijk 'de voorstelling, die in de door den zin uitgedrukte mededeeling, vraag of gebod op den voorgrond staat'.

Ook inhoudsbijzinnen kunnen als thema dienstdoen:
- "We moeten hier rustig over nadenken", zei hij.

## Verwante begrippen
Het thema als lijdend voorwerp wordt in strikte zin onderscheiden van de patiëns, doordat het ongeacht de handeling niet van vorm of structuur verandert. In de praktijk worden deze termen echter veelal door elkaar gebruikt.